# Institut Jacques-Monod
Pour les articles homonymes, voir IJM.
L'Institut Jacques-Monod (ou IJM) est une unité mixte de recherche du Centre national de la recherche scientifique (UMR7592) et d'Université Paris-Cité. Installé dans le bâtiment Buffon sur le campus des Grands Moulins, à Paris Rive Gauche, c'est un pôle de recherche fondamentale en biologie.

## Historique
L’Institut Jacques-Monod constitue l’un des principaux pôles de recherche fondamentale en biologie de la région parisienne.
L’Institut Jacques-Monod est une unité mixte de recherche (UMR7592) du CNRS et d’Université Paris Cité.
L’Institut Jacques-Monod comprend une trentaine d’équipes effectuant des recherches selon 3 thèmes de recherche (Dynamique du génome et des chromosomes, Dynamique cellulaire et signalisation, Développement et évolution) et 2 axes transversaux (Biologie quantitative et modélisation, Pathologies moléculaires et cellulaires). Les recherches interdisciplinaires, à l’interface de la physique, des mathématiques, de la chimie et de la médecine, y sont vivement encouragées.
L’Institut est installé dans le bâtiment Buffon sur le campus de l’Université de Paris, à Paris Rive Gauche.
L’Institut Jacques-Monod regroupe environ 250 personnes (chercheurs, enseignants-chercheurs, ingénieurs, techniciens, administratifs, post-doctorants, étudiants et visiteurs français et étrangers).
Son directeur actuel est Michel Werner, directeur de recherche, sa directrice adjointe Valérie Doye, et sa secrétaire générale Christine Bénichou.
Une importante plateforme technologique ouverte sur l’extérieur
Pour accompagner ses recherches, l’Institut Jacques-Monod a développé une très importante plateforme technologique qui a pour vocation d’offrir des prestations de haut niveau dans les domaines de la cytométrie en flux, de la microscopie électronique et photonique, de la protéomique et de l’analyse quantitative des produits de transcription du génome.
Pilotés par des chercheurs et ingénieurs hautement spécialisés, les différents services de cette plateforme ont une quadruple vocation de recherche, de service, d’expertise et de transfert de compétences. Créés pour mettre à la disposition de la communauté scientifique des techniques de pointe, ils sont largement ouverts aux équipes extérieures à l’Institut, qu’elles appartiennent au secteur académique ou au secteur privé.
Un centre de formation à la recherche et de diffusion des connaissances
L’Institut Jacques-Monod assure également une mission de formation à la recherche. Une cinquantaine d’étudiants de toutes nationalités préparent actuellement une thèse de doctorat à l’Institut Jacques-Monod. De plus, près d’une centaine d’étudiants de niveau BTS, licence, master 1 et master 2 sont accueillis chaque année au sein des équipes pour des stages d’initiation à la recherche.
Nombre de scientifiques de l’Institut Jacques-Monod assurent une mission d’enseignement à l’université. Par ailleurs, un groupe de chercheurs de l’Institut assure l’animation de 5 modules de formation pour les étudiants en thèse des écoles doctorales franciliennes.
Plusieurs centaines de scientifiques ont été ainsi formés à l’Institut ou y ont effectué des stages de longue durée. Ils travaillent aujourd’hui dans des laboratoires du monde entier et nombre d’entre eux assurent la direction d’unités de recherche importantes.
Enfin, l’implication des membres de l’Institut Jacques-Monod dans la diffusion des avancées de la recherche se concrétise par l’organisation d’environ 110 séminaires de recherche par an, de Conférences Monod-Diderot, de rencontres scientifiques, de colloques spécialisés et de journées portes ouvertes.
Un Institut digne de son nom
Jacques Monod, Prix Nobel de médecine 1965 avec François Jacob et André Lwoff, a joué un rôle essentiel dans la création, en 1966, de l’Institut qui porte aujourd’hui son nom. Les recherches qui sont menées à l’Institut Jacques Monod s’efforcent de perpétuer l’esprit de découverte qui l’animait.

### Directeurs de l'institut
- 1966-1978 : Raymond Dedonder
- 1978-1981 : François Chapeville et Giorgio Bernardi
- 1981-1991 : François Chapeville
- 1992-1996 : Jacques Ricard
- 1996-2001 : Jean-Luc Rossignol
- 2001-2006 : Éric Karsenti
- 2006-2008 : Jean-Antoine Lepesant
- 2008-2018 : Giuseppe Baldacci
- depuis 2018 : Michel Werner

## Personnel
L'Institut Jacques-Monod comprend une trentaine d'équipes de recherche, une plateforme technologique, d'une infrastructure administrative et de services généraux polyvalents. Son directeur actuel est Michel Werner, directeur de recherche au CEA.

## Logos

Ancien logo de l'IJM de 1991 jusqu'en 2019
- Actuel logo de l'IJM depuis 2019